# Casa da Criança
Casa da Criança é um prédio histórico localizado na cidade de Londrina, interior do estado brasileiro do Paraná.
Construído no centro da cidade entre 1953 e 1954, foi inaugurado em 1955 para ser a primeira  creche pública do município. Seu idealizador foi o prefeito Hugo Cabral, que contratou os arquitetos Carlos Castaldi e João Batista Vilanova Artigas. O prédio foi inspirado nos moldes racionalistas do arquiteto Le Corbusier
.
Na década de 1960 a creche Casa da Criança deixou de existir e o prédio passou a ser conhecido por sua atividade inicial, sendo então, sede da Biblioteca Pública da cidade, instituição ligada à Secretaria Municipal de Educação e Cultura.
Em 1984 a biblioteca mudou de endereço e o Prédio Casa da Criança passou a ser ocupada pela Secretaria Municipal da Cultura de Londrina.

## Ligação externa
- Secretaria Municipal da Cultura (Londrina) Wikimapia